# Robert Koch (Volleyballspieler)
Robert Koch (* 17. März 1976 in Tatabánya) ist ein ungarischer Volleyballspieler.

## Karriere
Robert Koch begann mit dem Volleyball in seiner Heimat in Ungarn, wo er zwischen 1994 und 2000 dreimal ungarischer Meister und viermal Pokalsieger wurde. Danach wechselte der Zuspieler zum deutschen Bundesligisten VfB Friedrichshafen, mit dem er dreimal Deutscher Meister und vielmal DVV-Pokalsieger wurde. In dieser Zeit war er in den Ranglisten des deutschen Volleyballs die Nummer eins bei den Zuspielern. Der ungarische Nationalspieler spielte in seiner erfolgreichen Karriere in zahlreichen europäischen Vereinen und erreichte national sowie international zahlreiche Titel und Spitzenplatzierungen. In der Saison 2012/13 spielte Robert Koch beim österreichischen Spitzenclub Hypo Tirol Innsbruck. Seit der Saison 2015/16 ist er bei der österreichischen Zweitliga-Männermannschaft des SSV HIB Liebenau als Trainer aktiv.